# Marcus Whitman
Marcus Whitman (Rushville, Nova York, 4 de setembre de 1802 – Oregon Country, 29 de novembre de 1847) fou un metge i missioner estatunidenc, impulsor de la colonització a Oregon. Quedà orfe el 1809, i va viure uns anys amb el seu oncle a Rushville. Estudià medicina a Fairfield (Nova York) i el 1834 ingressà a l'American Board of Commissioners for Foreign Missions. El 1835, viatjà amb el missioner Samuel Parker al Nord-oest de Montana i nord d'Idaho, a convertir les tribus bitterroot salish i nez percés. Alhora, va prometre als nez percé que tornaria amb altres missioners per a ensenyar-los a viure com ells. El 1836 es casà amb Narcissa Prentiss, professora de física i química, que havia viatjat també per l'Oest. Amb ella i un grup de traficants de pells van viatjar a terres dels walla walla i cayuses; el 1843 arribaria a Fort Hall (Idaho) i promouria la viabilitat de l'anomenada "ruta d'Oregon".
Tanmateix, la seva arribada i la dels colonitzadors nord-americans provocà fam i malalties entre els indis, la qual cosa provocà que Whitman i la seva esposa fossin assassinats per una partida de guerrers cayuses.